# 정선중학교
정선중학교(旌善中學校)는 대한민국 강원특별자치도 정선군 정선읍 봉양리에 있는 공립 중학교이다.

## 학교 연혁
- 1946년 7월 15일 : 정선공립초급중학교 설립인가(6학급)
- 1946년 10월 25일 : 개교
- 1949년 7월 9일 : 제1회 졸업식(구제) 69명(남 60명, 여 9명)
- 1952년 3월 25일 : 제1회 졸업식(신제)
- 1972년 3월 1일 : 정선여자중학교 분리(2학급)
- 1997년 2월 14일 : 정선여중 통합, 정선중학교로 교명 계승(남,여공학)
- 1999년 9월 1일 : 벽탄분교와 통합(43명)
- 2025년 1월 3일 : 제74회 졸업식(115명 졸업, 누적 졸업생 수 15,831명)
- 2025년 3월 4일 : 제34대 박덕규 교장 부임
- 2025년 3월 4일 : 제77회 신입생 108명 입학

## 참고 자료
- 정선중학교 - 한국교육학술정보원 학교알리미